# David Campbell (friidrottare)
David Campbell, född 31 augusti 1960, är en friidrottare från Kanada. Han deltog vid olympiska sommarspelen 1988.